# Список умерших в 1416 году

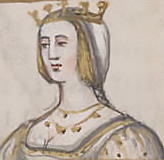
Элеонора Кастильская

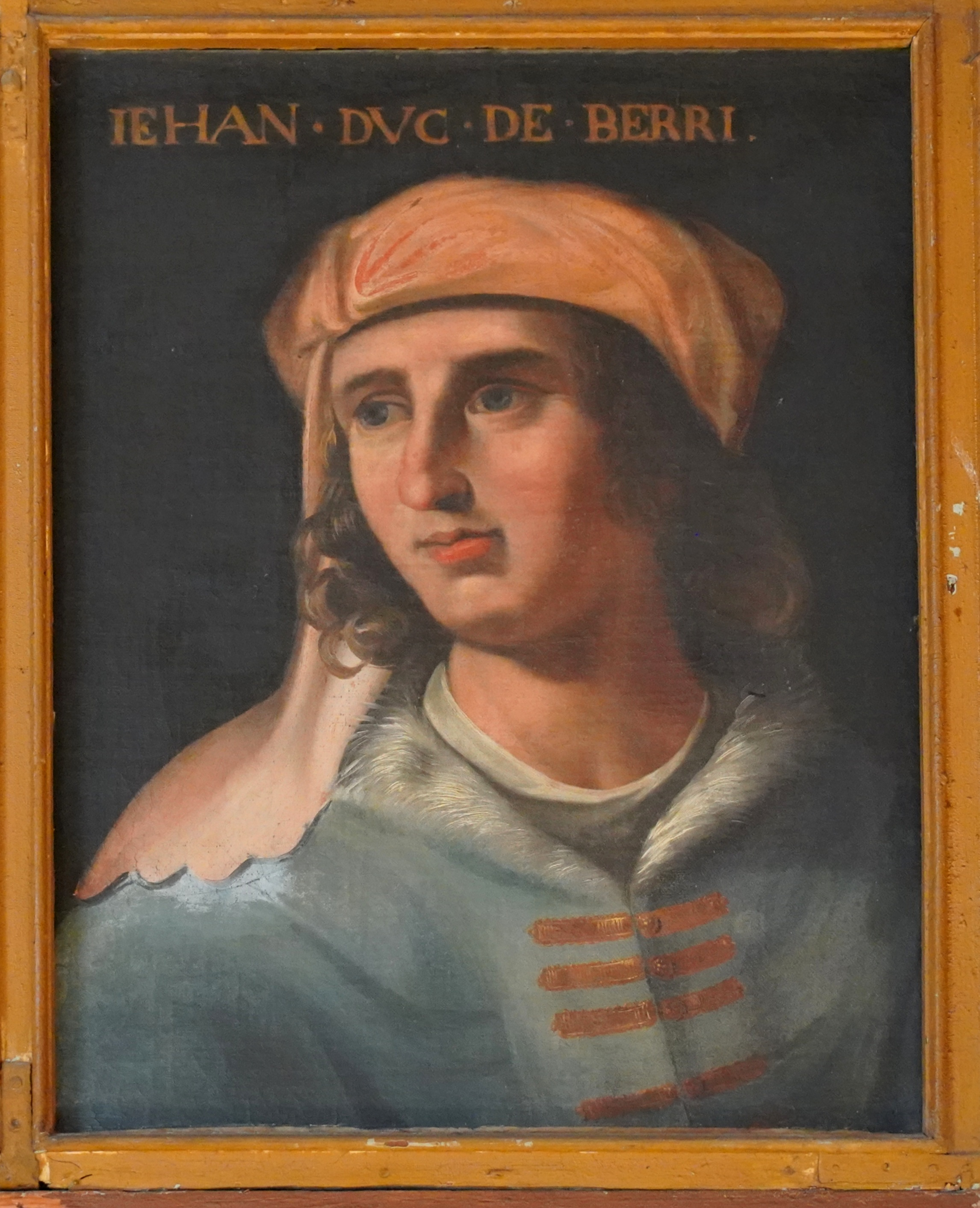
Жан I Великолепный

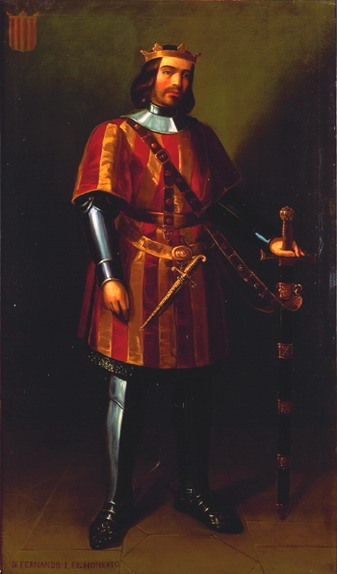
Фердинанд I Справедливый

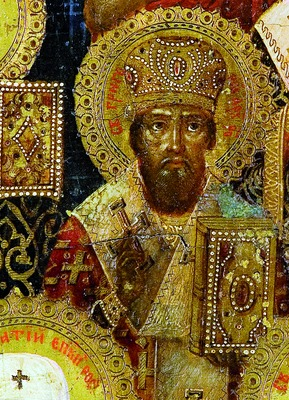
Григорий Премудрый

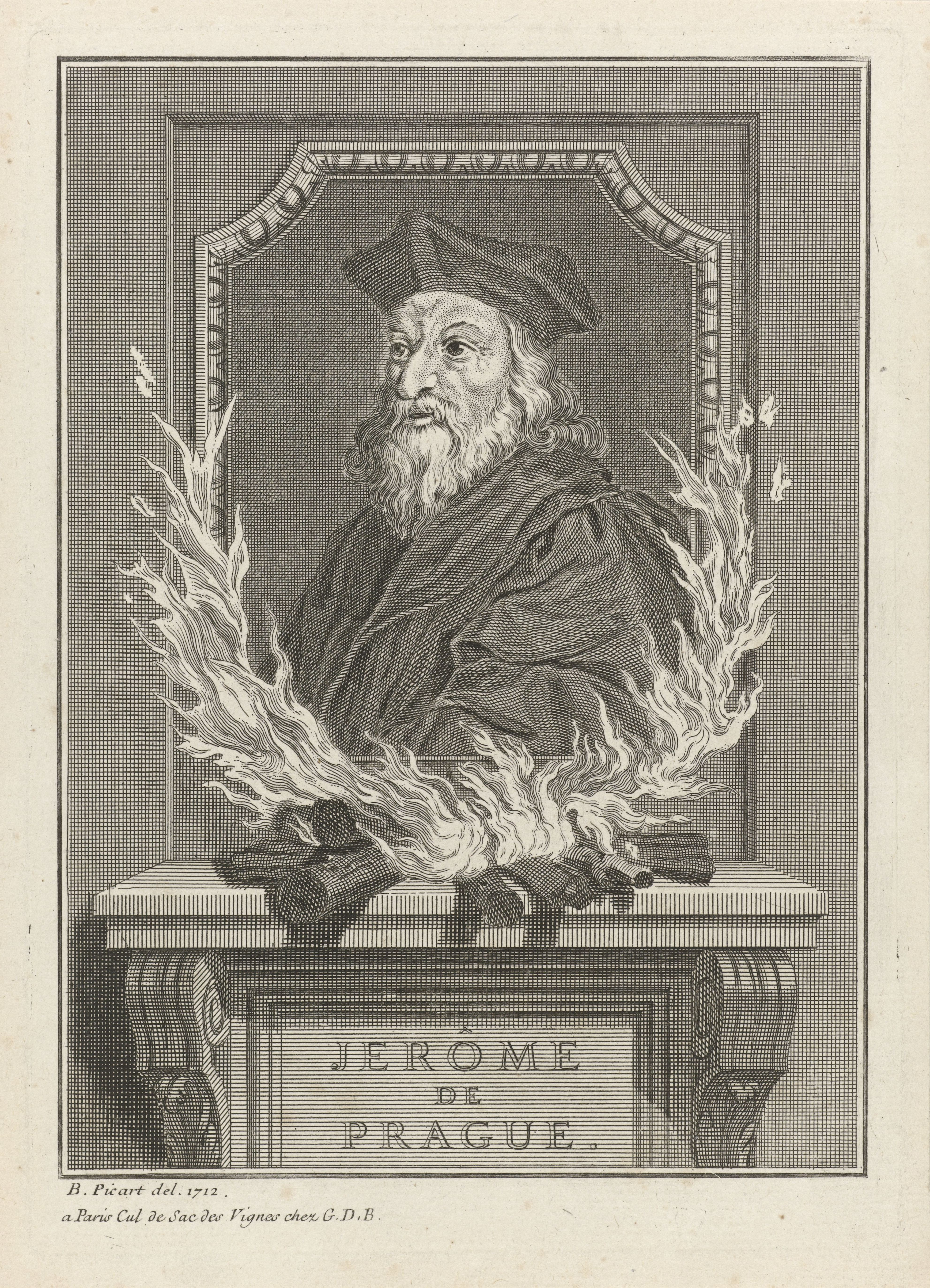
Иероним Пражский

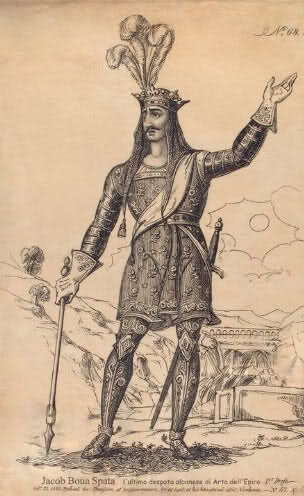
Якуп Буа Шпата

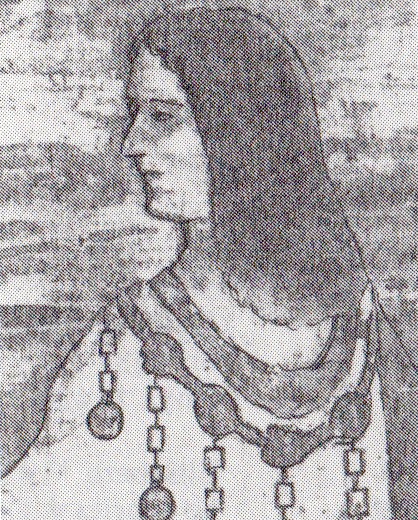
Генрих I Мягкий

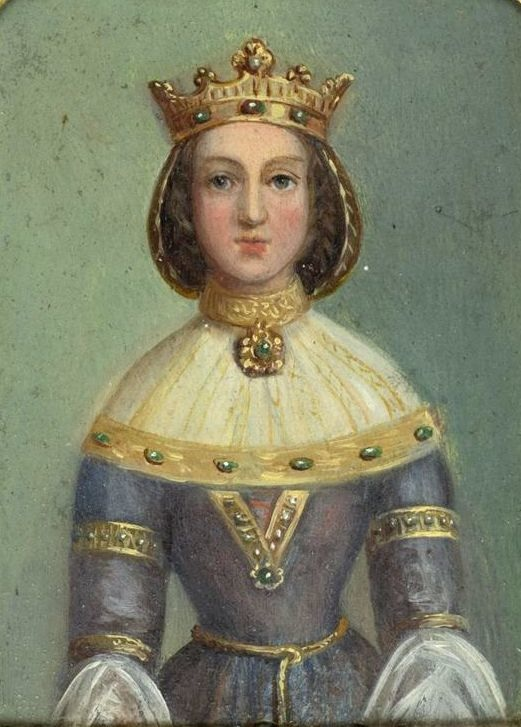
Анна Цельская

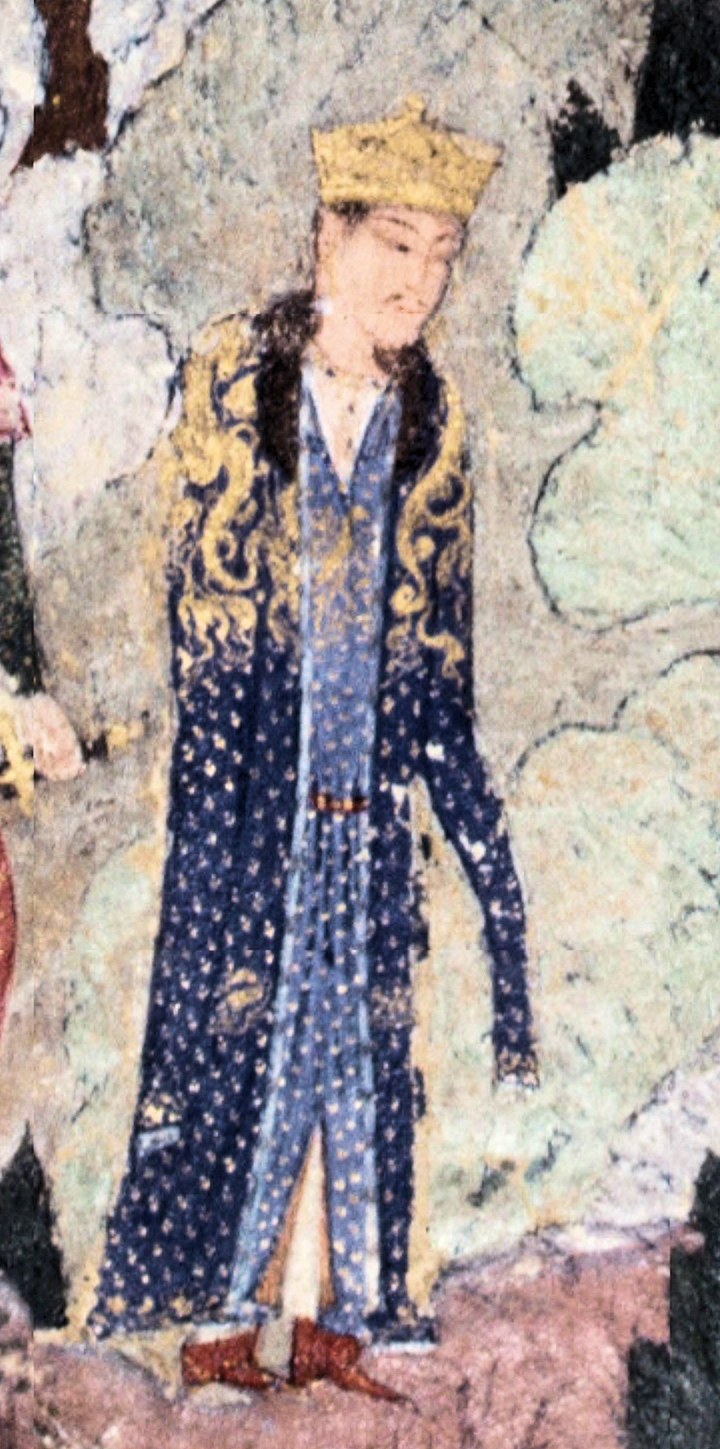
Искандар Султан-мирза

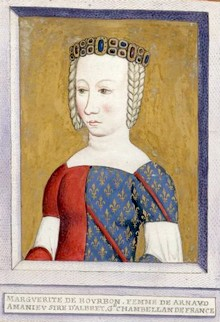
Маргарита де Бурбон

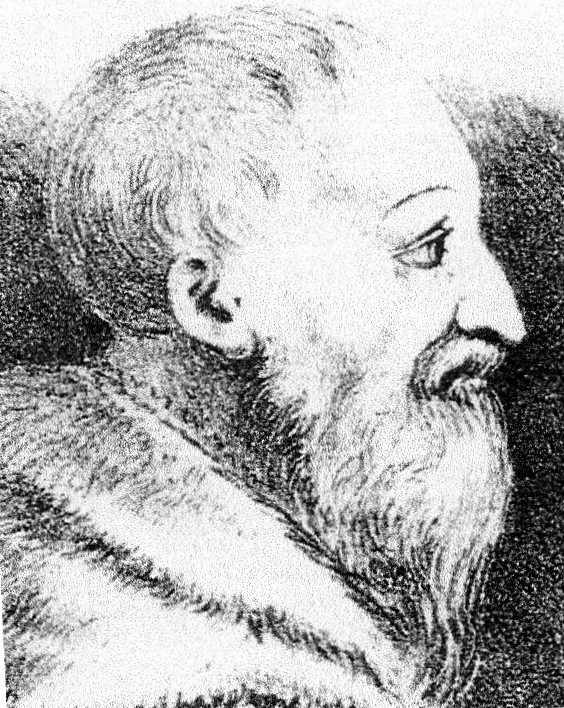
Томмазо III

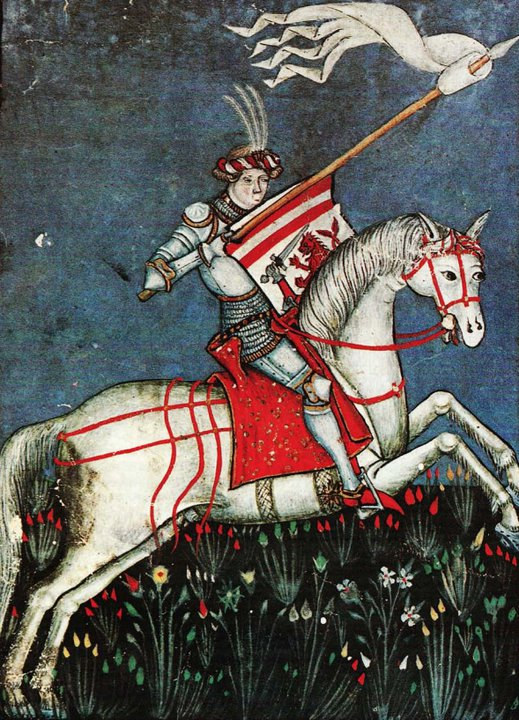
Хрвое Вукчич Хорватинич

В этой статье представлен список известных людей, умерших в 1416 году.
См. также: Категория:Умершие в 1416 году

## Январь
- 21 января — Якопо Аванци — итальянский живописец.

## Февраль
- 2 февраля — Рацек Кобыла из Дворца — богемский землевладелец, гетман Вацлава IV и бургграф Вышеграда, последователь Яна Гуса; убит религиозными фанатиками.
- 27 февраля — Элеонора Кастильская — инфанта Кастилии, дочь короля Кастилии Энрике II, королева-консорт Наварры (1387—1416).

## Март
- 15 марта — Жан I Великолепный (75) — герцог Беррийский и герцог Овернский (с 1360), граф Пуатье (с 1369), граф Монпансье (с 1401), коллекционер и меценат.
- 22 марта — Исаакий — епископ Русской православной церкви, епископ Пермский (1398—1416)
- 29 марта — Евфимий II — патриарх Константинопольский (1410—1416).

## Апрель
- 2 апреля — Фердинанд I Справедливый (35) — король Арагона, Валенсии, Майорки, Сардинии, Корсики (номинально), Сицилии, герцог Афин и Неопатрии (номинально), граф Барселоны, Руссильона и Сердани (с 1412), регент Кастилии (с 1406).

## Май
- 3 мая — Григорий Премудрый — епископ Русской православной церкви, епископ Ростовский, Ярославский и Белоезерский (с 1396), святой Русской православной церкви.
- 30 мая — Иероним Пражский — чешский реформатор, учёный, оратор, друг и сподвижник Яна Гуса; казнён (сожжён на костре) по приговору Констанцского собора

## Сентябрь
- 4 сентября — Иоганн I — Граф Нассау-Дилленбурга (1350—1416)
- 20 сентября — Андреа Малатеста (42) — итальянский кондотьер, сеньор Чезены (с 1385).
- 24 сентября — Томас Морли — английский аристократ, 4-й барон Морли (с 1379), кавалер ордена Подвязки.

## Октябрь
- 1 октября — Якуп Буа Шпата — последний правитель Артского деспотата (1415—1416)
- 14 октября — Генрих I Мягкий — герцог Брауншвейг-Люнебурга, правитель Брауншвейг-Вольфенбюттеля (1400—1409) и Люнебурга (с 1388) из династии Вельфов. Основатель средней Брауншвейгской линии.

## Ноябрь
- 28 ноября или 29 ноября — Констанция Йоркская — единственная дочь Эдмунда Лэнгли, 1-го герцога Йоркского, графиня-консорт Глостер (1397—1399), жена Томаса ле Диспенсер

## Дата неизвестна или требует уточнения
- Анна Цельская — королева-консорт Польши (1402—1416), жена короля Ягайло.
- Антуанетта де Тюренн — графиня Бофора и виконтесса Тюренна (с 1412).
- Геворг Ерзнкаци — армянский писатель, богослов и педагог.
- Даулат-хан Лоди — индийский военачальник и государственный деятель пуштунского происхождения, султан Дели (1413—1414); умер в тюрьме.
- Искандар Султан-мирза — правитель Исфагана, Шираза и Йезда из династии Тимуридов, сын Умар-шейха, внук Тамерлана; погиб в междоусобной борьбе.
- Братья Лимбург —  Поль, Эрман и Жанекен — живописцы-миниатюристы, прославившиеся благодаря созданию «Великолепного часослова герцога Беррийского»; умерли от чумы.
- Маргарита де Бурбон — дочь Пьера I де Бурбона, жена Арно Аманье IX д’Альбре.
- Маттео Перуджийский — итальянский композитор, работавший преимущественно в стилистике французского Ars subtilior; год смерти предположителен.
- Махаму — главный ойратский тайши (1399—1416); погиб в междоусобной борьбе.
- Мухаммад-хан I — хан Могульского ханства (1408—1416).
- Оуайн Глиндур, последний валлиец, носивший титул принца Уэльского (1400—1416), предводитель неудачного восстания против английского господства в Уэльсе (1400).
- Томмазо III — маркграф Салуццо (с 1396).
- Хрвое Вукчич Хорватинич — боснийский властелин из рода Хорватиничей. Носил титул герцога Сплита, великого воеводы Боснии и князя Нижних краёв.